# Olivier Nyokas
Olivier Nyokas (Montfermeil, 28 giugno 1988) è un pallamanista della Repubblica Democratica del Congo con cittadinanza francese.